# Salon d'art contemporain de Montrouge
Le Salon de Montrouge est une manifestation d'art contemporain annuelle qui se tient à Montrouge (Hauts-de-Seine), en proche banlieue parisienne, en France.

## Histoire et organisation
Créée en 1955, organisée et financée par la ville de Montrouge, cette exposition artistique présente pendant quatre semaines, au printemps, une centaine d'artistes. L'accès en est gratuit.
De nombreux artistes, aujourd'hui reconnus, de la création contemporaine française ou étrangère ont exposé au Salon de Montrouge : Jean-Michel Alberola, Angie Anakis, Carole Benzaken, James Brown, Pierre Buraglio, Catherine Bourdon, Philippe Charpentier, Jean Dries, Jean-Louis Faure, Valérie Favre, Michel Frère, Carles Gabarró, Lionel Godart, Cristine Guinamand, Arthur Van Hecke, Daniel du Janerand, Fred Kleinberg, Arnaud Labelle-Rojoux, Philippe Lepatre, Claude-Max Lochu, Ernest Pignon-Ernest, Axel Sanson, Lise Stoufflet, Hervé Télémaque, etc.
De 2009 à 2011, le Salon de Montrouge s'est tenu à La Fabrique (51, avenue Jean-Jaurès), un espace industriel de 5 000 m2 au centre de la ville, scénographié par Matali Crasset. Chaque artiste sélectionné bénéficiait d'un mini-module d'exposition individuel (25 m2 environ) lui permettant de présenter sa démarche en un ensemble d'œuvres ou une installation importante.
En 2012, le Salon réintègre le Beffroi, un bâtiment du centre-ville à l’architecture extérieure typique des années 1930 et qui a fait l'objet d'une restauration et restructuration entre 2009 et 2012.
Pendant la durée du Salon, les entreprises partenaires exposent les vitrauphanies de certaines œuvres sur les façades de leurs sièges sociaux.
En juin 2015, le commissaire d'exposition Stéphane Corréard est remercié à la suite de la volonté de la ville de Montrouge de profondément remanier le projet. L'avenir du salon semble alors compromis.
Ami Barak et Marie Gautier sont nommés - Directeurs artistiques associés de 2010 à 2021
Coline Davenne a été co-directrice artistique auprès de Guillaume Désanges du Salon de Montrouge en 2022 et 2023
Andrea Ponsini est le nouveau Directeur Artistique du Salon de Montrouge depuis 2024. 

### Jury et prix
Les membres du jury désignent, lors du vernissage, les trois lauréats du Salon. Depuis la 54e édition, en 2009, à l’initiative du commissaire artistique, Stéphane Corréard, ces trois lauréats étaient invités à réaliser une exposition personnelle dans les espaces des Modules au Palais de Tokyo à l’automne. Cette « sélection officielle » était encadrée, d'un côté, par l'invité d'honneur et, de l'autre, par la sélection d'étudiants diplômés ou « diplômables » de l'école d’art invitée.
Chaque exposant du Salon est accompagné, de façon individuelle, par un membre d'un « collège critique » qui réunit des journalistes, des historiens, des critiques d'art, des galeristes, des commissaires d'exposition et des collectionneurs.

## Lauréats
- 1980 (25e Salon) : Peter Gnass (Prix de la sculpture).
- 1981 (26e Salon) : Nissim Merkado.
- 1995 (35e Salon) : Tony Soulié.

Il y eut d'autres lauréats comme : Michel Raimbaud.

## Éditions (depuis 2009)

### 2009 (54eSalon)

#### Le «collège critique»
- Alain Berland, critique d’art
- Yves Brochard, critique d’art et commissaire d’exposition
- Marie de Brugerolle, critique d’art
- Carlos Cardenas, galeriste
- Sandra Cattini, critique d’art et commissaire d’exposition
- Leslie Compan, critique d’art
- Manou Farine, critique d’art et journaliste
- Patrice Joly, critique d’art et commissaire d’exposition
- Frank Lamy, critique d’art et commissaire d’exposition
- Emmanuelle Lequeux, journaliste
- Eric Mangion, critique d’art et commissaire d’exposition
- Pedro Morais, critique d’art et commissaire d’exposition
- Vivian Rehberg, critique d’art
- Clara Schulmann, critique d’art
- Sara Stenczer, critique d’art
- Erik Verhagen, critique d’art

#### Le jury
- Fabrice Hergott (président du jury)

#### Les lauréats
- Grand prix du Salon : Kaori Kinoshita et Alain Della Negra
- Prix Spécial du jury : Aurélien Porte
- Prix du conseil général des Hauts-de-Seine : Antoine Dorotte

### 2010 (55eSalon)

#### Le «collège critique»
- Isabelle Alfonsi, critique d’art et directrice de la galerie Marcelle Alix, Paris
- Paul Ardenne, écrivain et historien d’art
- Daria de Beauvais, critique d’art et commissaire d’exposition au Palais de Tokyo
- Alain Berland, critique d’art
- Yves Brochard, enseignant, critique d’art et commissaire indépendant
- Alain Cueff, écrivain, critique d’art et commissaire indépendant
- Leslie Compan, critique d’art
- Dorothée Dupuis, critique d’art, directrice du Triangle (Marseille) et rédactrice en chef de la revue Pétunia
- Jean-Michel Frodon, écrivain, enseignant, ancien rédacteur en chef des Cahiers du cinéma
- Jill Gasparina, critique d’art et enseignante, codirectrice de la Salle de bain, Lyon
- Guillaume Leingre, critique d’art et photographe
- Emmanuelle Lequeux, critique d’art et journaliste
- Vincent Pécoil, critique d’art, commissaire indépendant et codirecteur de la galerie Triple V, Dijon
- Matthieu Poirier, enseignant, critique d’art et commissaire indépendant
- Jens Emil Sennewald, critique d’art et commissaire indépendant
- Anne-Lou Vicente, critique d’art
- Élisabeth Wetterwald, enseignante, critique d’art et commissaire indépendante

#### Le jury
- Éric de Chassey, historien d’art, directeur de la Villa Medicis à Rome (président du jury)
- Quentin Bajac (Centre national d'art et de culture Georges-Pompidou)
- Pierre Cornette de Saint-Cyr (Palais de Tokyo)
- Matali Crasset
- Marc Nicolas (Fémis)
- Ernest T. (artiste)
- Anne de Villepoix (galerie Anne de Villepoix)
- Marc-Olivier Wahler (Palais de Tokyo)

#### Les lauréats
- Grand prix du Salon : Aymeric Ebrard
- Prix spécial du jury : Fabien Souche
- Prix du conseil général des Hauts-de-Seine : Julien Salaud

### 2011 (56eSalon)

#### Le «collège critique»
- Anne Barrault, galeriste
- Pascal Beausse, critique d’art et commissaire d’exposition
- Daria de Beauvais, critique d’art et commissaire d’exposition
- Emmanuèle Bernheim, écrivain et scénariste
- Jean-Max Colard, critique d’art et commissaire d’exposition
- Gallien Déjean, critique d’art
- Christophe Domino, critique d’art
- Dorothée Dupuis, critique d’art et commissaire d’exposition
- Jean-Michel Frodon, écrivain, enseignant, ancien rédacteur en chef des Cahiers du cinéma
- Itzhak Goldberg, historien d'art, journaliste à Beaux Arts magazine
- Rebecca Lamarche-Vadel, critique d’art et commissaire d’exposition
- Pierre Malachin, critique d’art
- Anaël Pigeat, critique d’art
- Sinziana Ravini, critique d’art et commissaire d’exposition
- Clara Schulmann, critique d’art
- Caroline Soyez-Petithomme, critique d’art et commissaire d’exposition

#### Le jury
- Antoine de Galbert, fondateur et président de La Maison Rouge, Paris (président du jury)
- Matali Crasset, designer industriel
- Pierre Cornette de Saint-Cyr, commissaire priseur, président du Palais de Tokyo
- Philippe Hardy, directeur de l’association des écoles supérieures d’art de Bretagne
- Catherine Issert, directrice de la galerie Catherine Issert, Saint-Paul-de-Vence
- Jean-Yves Jouannais, écrivain, historien d’art, commissaire d’exposition
- Laurent Le Bon, directeur du Centre Pompidou-Metz
- Jules Maeght, éditeur
- Marc-Olivier Wahler, directeur du Palais de Tokyo, représenté par Katell Jaffrès

#### Invité
- Invité d'honneur : Jean-Yves Jouannais. Pendant le salon, celui-ci a présenté, en relation avec son Encyclopédie des guerres, deux projets : la poursuite de la transformation de sa « bibliothèque de non guerre » en « bibliothèque de guerre », dans un échange de livres avec le public, et une exposition intitulée « La lalangue de ta mémère » regroupant cinq jeunes artistes femmes : Nathalie Bles, Camille Henrot, Faustine Cornette de Saint-Cyr, Karima El Djoudi, Marie Sommer.

#### Les lauréats
- Grand prix du Salon : Clément Cogitore
- Prix spécial du jury : Rosa Maria Unda Souki
- Prix du conseil général des Hauts-de-Seine : Ken Sortais

### 2012 (57eSalon)

#### Le «collège critique»
- Sandra Adam-Couralet, critique d'art
- Damien Airault, critique d'art et commissaire d'expositions indépendant
- Emmanuèle Bernheim, écrivain
- Léa Bismuth, critique d'art à art press
- Jean Brolly, galeriste
- Jean-Max Colard, commissaire d'exposition, critique d'art et journaliste aux Inrockuptibles
- Julien Fronsacq, commissaire d'expositions au Palais de Tokyo
- Étienne Gatti, critique d’art
- Sébastien Gokalp, conservateur au Musée d'art moderne de la ville de Paris
- Itzhak Goldberg, historien d'art, journaliste à Beaux Arts magazine
- Lise Guéhenneux, critique d'art
- Rebecca Lamarche-Vadel, commissaire d'expositions au Palais de Tokyo
- Claire Le Restif, directrice du centre d'art contemporain d'Ivry – Le Crédac
- Pierre Malachin, critique d'art
- Dominique Païni, commissaire d'expositions indépendant, critique d'art et de cinéma
- Anaël Pigeat, rédactrice en chef du magazine art press
- Sinziana Ravini, critique d'art et commissaire d'expositions
- Nicolas Rosette, conseiller pour les arts numériques, Théâtre de l’Agora, Évry

#### Le jury
- Jan Hoet, historien de l'art (président du jury)
- Pierre Cornette de Saint-Cyr, commissaire-priseur
- Matali Crasset, designer industriel
- Nicolas Libert, collectionneur
- Jean de Loisy, Président-directeur du Palais de Tokyo
- Yannick Miloux, directeur du Fonds régional d'art contemporain du Limousin
- Frédérique Valentin, galeriste (galerie Chez Valentin, Paris)

#### Invité
- Invité d'honneur : l'artiste suisse Olivier Mosset
- École invitée : l'université Paris I Panthéon-Sorbonne, à travers son département « arts plastiques et sciences de l'art »

#### Les lauréats
- Grand prix du Salon : Maxime Chanson
- Prix spécial du Jury : Henrick Potter
- Prix du conseil général des Hauts-de-Seine : Éponine Momenceau

### 2013 (58eSalon)

#### Le «collège critique»
- Sandra Adam-Couralet, critique d’art
- Damien Airault, commissaire d’expositions, Deuxième Agence, Paris
- Augustin Besnier, critique d'art
- Élisabeth Couturier, critique d’art
- Christophe Donner, écrivain
- Julien Fronsacq, critique d’art et commissaire d’exposition, Palais de Tokyo, Paris
- Étienne Gatti, critique d’art
- Sébastien Gokalp, conservateur, Musée d’art moderne de la Ville de Paris
- Lætitia Paviani, critique d’art
- Julie Portier, critique d'art
- Alexandre Quoi, historien d’art
- Nicolas Rosette, conseiller pour les arts numériques, Théâtre de l’Agora, Évry
- Olga Rozenblum, productrice, Red Shoes, Paris
- Éric Suchère, écrivain et enseignant, École supérieure d'art et design Saint-Étienne
- Romain Torri, Directeur de la Galerie Romain Torri, Paris
- Mathilde Villeneuve, Directrice des Laboratoires d'Aubervilliers

#### Le jury
- Bice Curiger, critique d’art et commissaire indépendante auprès du Kunsthaus de Zurich depuis 1993

#### Invité
- Invité d'honneur : l'artiste français Théo Mercier

#### Les lauréats
- Grand prix du Salon : Justine Pluvinage
- Prix spécial du Jury : Seinturier Pierre
- Prix du conseil général des Hauts-de-Seine : Nøne Futbol Club

### 2014 (59eSalon)

#### Les lauréats
- Grand prix du Salon : Tatiana Wolska
- Prix spécial du Jury : Louise Pressager et Qingmei Yao, ex aequo
- Prix du conseil général des Hauts-de-Seine : Virginie Gouband

### 2015 (60eSalon)

#### Les lauréats
- Grand prix du Salon : Boel Willem et Bataillard Marion
- Prix spécial du Jury : Lambert Arthur
- Prix du conseil général des Hauts-de-Seine : Malingrëy François

### 2016 (61eSalon)

#### Les lauréats
- Grand prix du Salon : Anne Le Troter
- Prix des Beaux-arts de Paris : Clarissa Baumann
- Prix du Conseil départemental des Hauts-de-Seine : Anne-Charlotte Finel
- Prix ADAGP des arts plastiques : Clarissa Baumann
- Prix Kristal : Julien Fargetton

### 2017 (62eSalon)
Source

#### Le jury
- Bernard Blistène (président)
- Aude Cartier, directrice de la Maison des arts – Centre d’art contemporain de Malakoff
- Jean de Loisy, président du Palais de Tokyo
- Anne Dressen, curatrice au musée d’Art moderne de Paris
- Alexia Fabre, directrice du MacVal
- Stephan Kutniak, directeur général adjoint du pole culture au conseil départemental des Hauts-de-Seine
- Claire Le Restif, historienne de l’art et directrice du Crédac
- Marcella Lista, historienne de l’art et curatrice
- Jean Loup Metton, maire de Montrouge de 1994 à 2016
- Didier Semin, conservateur et enseignant aux Beaux-Arts de Paris
- Gaëtane Verna, directrice de la Power Plant Contemporary Art Gallery de Toronto

#### Les lauréats
- Grand prix : Marianne Mispelaëre
- Prix des Beaux-arts de Paris : Alexis Chrun
- Prix ADAGP « Révélation Arts Plastiques » : Kokou Ferdinand Makouvia
- Résidence à Moly-Sabata : Romain Gandolphe
- Prix Kristal : Florian Mermin
- Prix Tribew : Suzanne Husky

### 2018 (63eSalon)
Source

#### Le jury
- Jean de Loisy, président du Palais de Tokyo (président)
- Caroline Bourgeois, commissaire et curatrice
- Fabrice Bousteau, directeur des rédactions de Beaux Arts magazine et Le Quotidien de l’art
- Jean-Marc Bustamante, directeur des Beaux-Arts de Paris
- Anne Dressen, commissaire d’exposition à l’ARC (musée d’Art moderne de Paris)
- Sandra Hegedus, créatrice du projet de mécénat SAM Art Projects
- Christine Marcel, conservatrice générale du patrimoine
- Madeleine Mathé, directrice du CACC à Clamart
- Angélique Sloan, direction de la culture (département des Hauts-de-Seine)

#### Les lauréats
- Grand prix : Mali Arun
- Prix des Beaux-arts de Paris : Samuel Lecocq
- Prix du conseil départemental des Hauts-de-Seine : Ariane Loze
- Prix ADAGP « Révélation Arts Plastiques » : Odonchimeg Davaadorj
- Prix Kristal : Roland Burkart

### 2019 (64eSalon)
Source

#### Le jury
- Laurence Gateau, directrice du Frac Pays de la Loire (présidente)
- Franck Balland, curateur au Palais de Tokyo
- Mark Bembekoff, directeur de La Galerie à Noisy-le-Sec
- Jessica Castex, commissaire d'exposition au MAMVP
- Caroline Cros, ministère de la Culture
- Elise de Blanzy-Longuet, directrice de la Culture pour le département des Hauts-de-Seine
- Vincent Honoré, directeur de la programmation au MOCO
- Audrey Illouze, directrice du centre d’art Micro Onde
- Nathalie Mamane Cohen, collectionneuse
- Sandrine Moreau, directrice du centre d’art La Terrasse

#### Les lauréats
- Grand Prix : Aïda Bruyère
- Prix des Beaux-arts de Paris : Oussama Tabti
- Prix du Conseil départemental des Hauts-de-Seine : Zohreh Zavareh
- Prix ADAGP « Révélation Arts Plastiques » : Arthur Hoffner
- Prix Kristal : Alexandra Riss

### 2020
L'édition 2020, initialement prévue du 25 avril au 20 mai, est annulée par le comité d'organisation, en raison de la pandémie de Covid-19.

### 2021 (65eSalon)
L'édition 2021 a lieu du vendredi 22 au samedi 31 octobre 2021,.